# Gastroenterologia
A Gastroenterologia ou Gastrenterologia (do grego γαστήρ, gastér = estômago +  ἒντερον, énteron = intestino), é a especialidade médica que se ocupa do estudo, diagnóstico e tratamento clínico das doenças do aparelho digestivo. O tratamento cirúrgico de tais patologias é abordado pela Cirurgia do Aparelho Digestivo.

## Formação Acadêmica
No Brasil, o médico gastroenterologista precisa concluir, além do curso de graduação em medicina e do programa de residência médica em clínica médica, o programa específico de residência médica em gastroenterologia com duração mínima de 2 anos ou experiência na área pelo mesmo tempo e ser aprovado em concurso para receber o título de especialista outorgado pela Associação Médica Brasileira e Federação Brasileira de Gastroenterologia.

## Áreas de Atuação
Médicos gastroenterologistas podem ainda atuar em áreas que não são consideradas especialidades médicas no Brasil, mas que estão relacionadas à especialidade e geralmente requerem uma formação acadêmica adicional, a saber: endoscopia digestiva, gastroenterologia pediátrica, hepatologia e nutrição parenteral e  enteral.